# Мастерская стекольщика Штернера
Мастерская стекольщика Штернера — трёхэтажное здание в коммуне Иксель, Большой Брюссель, построенное в 1902 году архитектором Эрнестом Делюном в стиле модерн. Адрес дома — rue du Lac, 6. Здание было построено для художника Виктора Маршаля, однако долгое время его занимал австрийский мастер витражного дела Клас Грюнер Штернер, известный тем, что в своей мастерской он делал остекление для ряда красивых модерновых зданий Икселя.
Как и положено зданию в стиле модерн, мастерская Штернера имеет ярко выраженный асимметричный вид со смещёнными геометрическими формами. Фасад отделан светлым кирпичом и гладким камнем того же тона, оттеняемыми бирюзовыми деревянными рамами и приглушёнными витражами окон, созданными самим Штернером в венском стиле.
В левой части фасада — входная дверь, которую считают одной из самых красивых в Брюсселе. Верхняя её часть и примыкающее окно, разделённые каменным импостом, образуют круг, украшенный витражами с растительными мотивами. Это композиция подчёркивается каменным обрамлением, начинающимся от левой стороны двери и раскрывающимся в элегантный Р-образный завиток.
Правая сторона придаёт фасаду устремлённость вверх благодаря высокому, в полтора этажа, трёхчастному окну, снизу имеющему ступенчатую форму. За окном действительно лестница — три ступеньки, видимые снаружи, соответствуют её расположению. Сверху же окно завершается кругом под подковообразной аркой, рифмующимся с формами входной двери.
Фасад венчает деревянный эркер, трапециевидный в плане, во всю ширину третьего этажа. За ним — непосредственно мастерская художника. Эркер фланкирован пилястрами, опирающимися на символические арочки, и завершён сильно выступающим карнизом на деревянных кронштейнах.